# Il Signore degli Anelli - Il ritorno del re
Il Signore degli Anelli - Il ritorno del re (The Lord of the Rings: The Return of the King) è un film colossal del 2003 co-sceneggiato, diretto e co-prodotto da Peter Jackson.
La pellicola è l'adattamento cinematografico dell'omonima terza e ultima parte del romanzo di J. R. R. Tolkien, è il sequel de Il Signore degli Anelli - La Compagnia dell'Anello (2001) e Il Signore degli Anelli - Le due torri (2002), ed è il terzo lungometraggio che conclude la trilogia de Il Signore degli Anelli.
Il film ha ottenuto un grande successo di critica e incassi, aggiudicandosi anche numerosi riconoscimenti, tra cui undici premi Oscar su altrettante candidature, diventando la pellicola più premiata di sempre, insieme a Ben-Hur e Titanic, e il primo film di genere fantasy ad aver vinto l'Oscar al miglior film. Con questo capitolo, inoltre, la saga risulta la più vittoriosa della storia, con diciassette statuette vinte.

## Trama
Due hobbit, Sméagol e Déagol, stanno pescando. All'amo di Déagol abbocca un pesce molto grande che trascina l'hobbit in acqua. Il pesce riesce a scappare, ma l'hobbit è attratto da un bagliore sul fondo, che si rivela essere l'Unico Anello. Quando Déagol torna a riva con l'Anello, Sméagol lo vede, ne desidera fortemente il possesso e glielo chiede come regalo di compleanno, ma Déagol si rifiuta. Nasce così uno scontro che sfocia nella morte di Déagol. Divenuto il Portatore dell'Anello, Sméagol è lentamente consumato e trasformato dal potere oscuro dell'oggetto e, rintanatosi a vivere nelle profondità della terra, diviene in seguito Gollum.
Nel presente, Gandalf, Théoden, Éomer, Aragorn, Gimli e Legolas si recano a Isengard e incontrano Merry e Pipino, i quali narrano loro il trionfo di Barbalbero e degli Ent su Saruman che, ormai a corto di poteri, è rinchiuso nella torre di Orthanc. Subito dopo Pipino trova il Palantír e lo prende, ma Gandalf glielo toglie di mano. Il gruppo torna a Edoras; Pipino, mentre tutti dormono, prende in mano il Palantír, attirando così su di sé l'occhio di Sauron. Fermato in extremis, riferisce a Gandalf quanto ha visto: l'albero bianco di Gondor; lo Stregone Bianco e Pipino, così, partono per Minas Tirith, dove Gandalf cerca di convincere il sovrintendente, Denethor, a prepararsi all'attacco di Sauron, ma questi, sconvolto dalla morte del figlio Boromir, ha perso il lume della ragione. Nel frattempo, Frodo, Sam e Gollum arrivano a Minas Morgul, dove vedono uscire un grande esercito comandato dal Re stregone di Angmar. Mentre salgono le ripide scale di roccia che portano a Cirith Ungol, Gollum fa credere a Frodo, sconvolto dalla fatica e debilitato dall'Anello, che Sam voglia impadronirsi del potente oggetto; Frodo, quindi, dice a Sam di andarsene. Nel frattempo, Aragorn convince re Théoden ad accorrere in aiuto di Gondor; viene, quindi, radunato un esercito di 6000 Rohirrim. Su suggerimento di Elrond, Aragorn, con Gimli e Legolas, attraversa i Sentieri dei Morti, infestati da un antico popolo che avrebbe dovuto aiutare Isildur e che, non avendo mantenuto la promessa, potrà trovare pace solo dopo aver aiutato il suo erede, Aragorn.
Faramir, figlio di Denethor, posto a difesa di Osgiliath, subisce un violento attacco da parte degli orchi comandati da Gothmog e dai Nazgûl, che lo costringono a ritirarsi assieme ai suoi pochi uomini. Tornato a Minas Tirith, il capitano di Gondor è incolpato da suo padre Denethor della perdita di Osgiliath, ed è obbligato a un folle contrattacco per poterla riconquistare. Faramir riesce a salvarsi, ma è gravemente ferito e Denethor, ormai impazzito di dolore, quando vede l'esercito di Sauron in arrivo, decide di suicidarsi insieme al figlio e ordina ai servi di preparare un rogo. Frodo, nel frattempo, entra a Cirith Ungol dove, tradito da Gollum, è assalito da Shelob, un immenso ragno discendente da Ungoliant. Sam, accortosi del tradimento di Gollum, torna indietro ad aiutare l'amico, sconfiggendo Shelob, ma è costretto a prendere l'Anello da Frodo, apparentemente morto. La difesa di Minas Tirith è organizzata da Gandalf, ma la superiorità numerica degli orchi è schiacciante e il cancello della città viene abbattuto. Gandalf, avvertito da Pipino, raggiunge Faramir sulla sommità della cittadella, per salvarlo dalla pazzia di Denethor. Lo stregone riesce a salvare Faramir ma, a seguito della colluttazione, Denethor prende fuoco e si getta dalla rupe che sovrasta la città. Gli orchi, intanto, avanzano all'interno di Minas Tirith, ma all'alba giungono sul campo i cavalieri di Rohan che, con una carica travolgente, sbaragliano le file del nemico. A questo punto, però, arrivano gli enormi olifanti, che creano disordine e scompiglio tra i difensori.
L'arrivo di Aragorn, Legolas, Gimli e l'esercito dei morti, conclude la battaglia a favore di Gondor e Rohan. Théoden, però, resta gravemente ferito nello scontro con il Re stregone che Éowyn, prima della morte dello zio, riesce a uccidere con l'aiuto di Merry. Sconfitto l'esercito di Sauron, Aragorn ha l'idea di marciare verso Mordor, in modo da attirare su di loro l'attenzione di Sauron, distraendolo così da Frodo, il quale può recarsi all'interno del Monte Fato per distruggere l'Anello. Frodo, intanto, ancora vivo dopo l'attacco di Shelob, è catturato dagli orchi, ma, dopo essere stato salvato da Sam, recupera l'Anello e riprende il viaggio con il fedele amico. Arrivati alle pendici del Monte Fato, però, i due hobbit si scontrano nuovamente con Gollum e, mentre Sam combatte, Frodo entra nella voragine del vulcano per gettare l'Anello. Arrivato al momento cruciale, però, l'hobbit cede alla sua corruzione e lo indossa, rivelando così la sua posizione a Sauron, che invia immediatamente i Nazgûl contro di lui. Prima di loro, però, arriva Gollum che, con un morso, strappa il dito con l'Anello a Frodo e, durante la colluttazione che segue, cade nella lava trascinando con sé l'Unico Anello, che così è finalmente distrutto. Barad-dûr, così, crolla, l'esercito di Mordor viene spazzato via e lo spirito di Sauron è sconfitto definitivamente.
Frodo e Sam sono tratti in salvo dalle Aquile, arrivate in loro soccorso grazie a Gandalf, che li portano a Gondor, dove si ricongiungono con il resto della Compagnia. Tempo dopo, a Minas Tirith, si celebrano l'incoronazione di Aragorn come re di Gondor e il suo matrimonio con Arwen, figlia di Elrond. Gli hobbit tornano nella Contea e, pochi anni dopo, Frodo decide di partire insieme a Bilbo, Gandalf e gli ultimi elfi rimasti (tra cui Elrond, Celeborn e Galadriel) verso Valinor, chiudendo così la Terza Era della Terra di Mezzo.

## Personaggi
Come nei precedenti film della trilogia, Il ritorno del re è noto per il suo cast corale, in cui compaiono i seguenti personaggi:
- Frodo Baggins, interpretato da Elijah Wood: l'hobbit che ha l'incarico di distruggere l'Unico Anello.
- Gandalf il Bianco, interpretato da Ian McKellen: lo stregone Istari che viaggia per aiutare gli uomini di Gondor.
- Arwen, interpretata da Liv Tyler: la figlia del Re degli elfi Elrond, è innamorata di Aragorn.
- Aragorn, interpretato da Viggo Mortensen: l'erede al trono di Gondor.
- Samvise Gamgee, interpretato da Sean Astin: un hobbit amico di Frodo Baggins, con cui condivide il viaggio verso Mordor.
- Galadriel, interpretata da Cate Blanchett: la sovrana di Lothlórien insieme a suo marito Celeborn.
- Gimli, interpretato da John Rhys-Davies: un nano che viaggia insieme ad Aragorn e Legolas.
- Théoden, interpretato da Bernard Hill: il re di Rohan.
- Saruman, interpretato da Sir Christopher Lee: il capo dei maghi Istari e alleato di Sauron.
- Peregrino Tuc, interpretato da Billy Boyd: un hobbit amico di Frodo e Sam.
- Meriadoc Brandibuck, interpretato da Dominic Monaghan: un hobbit amico di Frodo e Sam.
- Legolas, interpretato da Orlando Bloom: un elfo amico di Aragorn e Gimli.
- Elrond, interpretato da Hugo Weaving: il Signore di Gran Burrone.
- Éowyn, interpretata da Miranda Otto: la nipote di Théoden e sorella di Éomer.
- Faramir, interpretato da David Wenham: il secondo figlio del sovrintendente di Gondor, fratello di Boromir.
- Grima Vermilinguo, interpretato da Brad Dourif: il servo di Saruman.
- Éomer, interpretato da Karl Urban: il nipote di Théoden e fratello di Éowyn.
- Denethor, interpretato da John Noble: il sovrintendente di Gondor.
- Gollum, interpretato da Andy Serkis: un hobbit di nome Sméagol, trasformatosi dopo essere entrato in possesso dell'Unico Anello. Serkis lo ha interpretato usando la tecnica del motion capture.
- Bilbo Baggins, interpretato da Ian Holm: un hobbit, zio di Frodo.
- Boromir, interpretato da Sean Bean: il figlio primogenito del sovrintendente di Gondor, fratello di Faramir.
- Gothmog, interpretato da Lawrence Makoare: un comandante degli orchi.
- Re stregone di Angmar, interpretato da Lawrence Makoare: il Signore dei Nazgûl.
- Re dei morti, interpretato da Paul Norell: il re di coloro che sono stati maledetti da Isildur, che ora infestano i Sentieri dei Morti.
- Celeborn, interpretato da Marton Csokas: il marito di Galadriel.

## Produzione

### Sviluppo
La produzione della trilogia de Il Signore degli Anelli è stata insolita, poiché ha combinato la stesura della sceneggiatura con le scadenze delle riprese (ad eccezione delle riprese aggiuntive). Peter Jackson ha dichiarato che Il ritorno del re è stato il più semplice dei tre film da realizzare, poiché rappresenta il climax della storia, a differenza degli altri due capitoli. Il ritorno del re era stato originariamente concepito come il secondo di due film pianificati da Miramax, tra gennaio 1997 e agosto 1998, e nella sua struttura quasi definitiva, il primo film avrebbe dovuto concludersi con la battaglia del Fosso di Helm, narrata ne Le due torri.

### Riprese

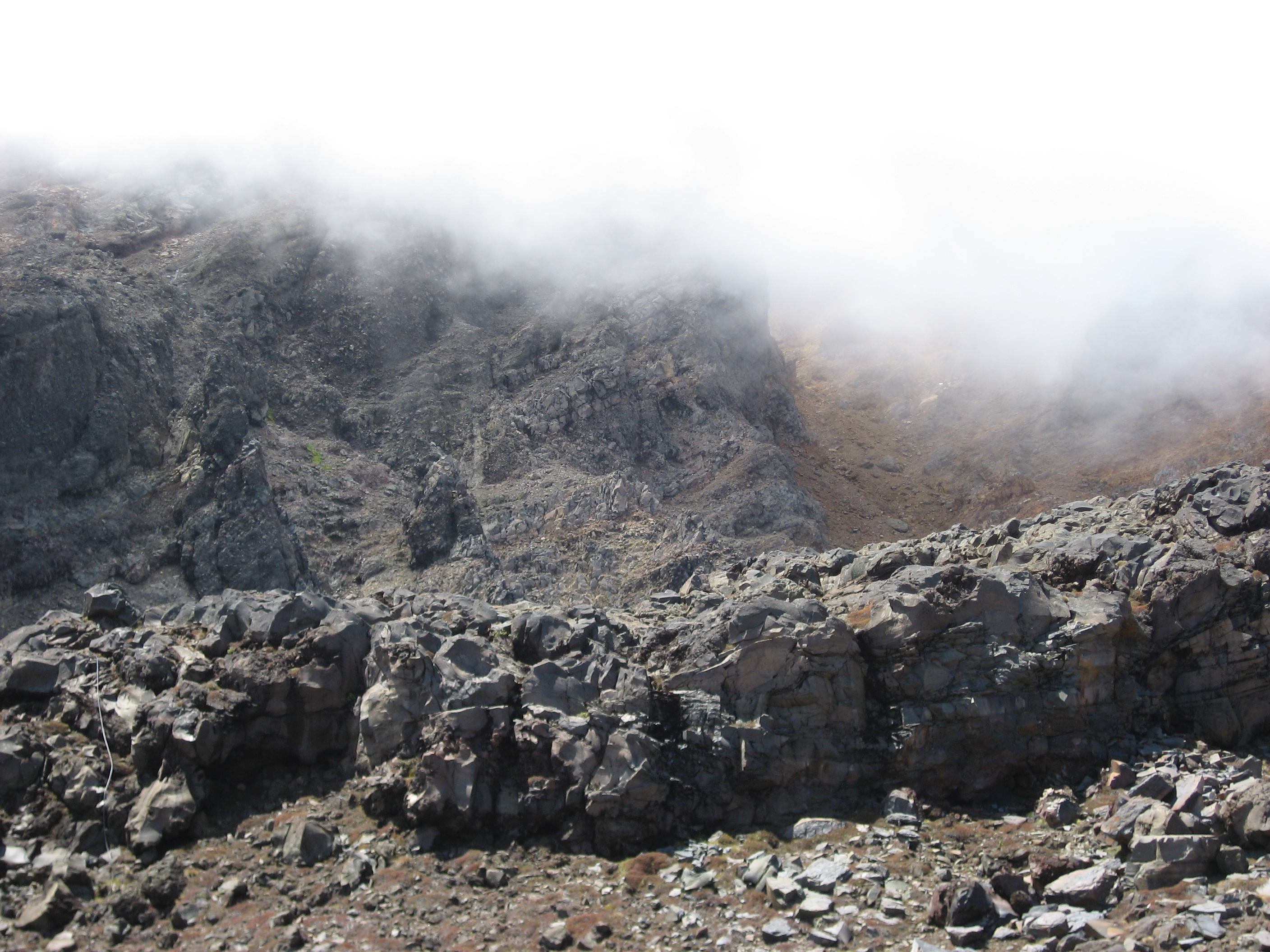
Montagne vulcaniche utilizzate per le riprese di Mordor

Gran parte delle riprese de Il ritorno del re si sono svolte in varie località della Nuova Zelanda tra l'11 ottobre 1999 e il 22 dicembre 2000, in concomitanza con quelle delle precedenti due pellicole, con ulteriori riprese della durata di sei settimane nel 2003, poco prima dell'uscita del film. L'ultimo giorno di riprese del terzo film si è svolto a casa di Peter Jackson, dove è stata filmata un'espressione facciale di Andy Serkis, l'attore che interpreta Gollum. Il video è stato inviato alla Weta, dove i tecnici decisero di incorporare l'espressione nel personaggio, precisamente nella scena in cui Gollum capisce che Frodo è intenzionato a distruggere l'anello.
Peter Jackson è stato sempre presente, in ogni episodio della trilogia, come cameo. Nel terzo episodio ricopre la parte di un pirata, ucciso dalla freccia di Legolas; tale scena però è presente solo nell'edizione estesa del film. La dipartita dello stregone Saruman, filmata inizialmente per essere impiegata nel precedente Le due torri, è stata inserita all'inizio de Il ritorno del re, ma successivamente tagliata quando Peter Jackson ha ritenuto che con quella sequenza il terzo film non sarebbe iniziato in maniera abbastanza efficace. La scena ha comunque trovato posto nell'edizione estesa della pellicola.

### Effetti speciali

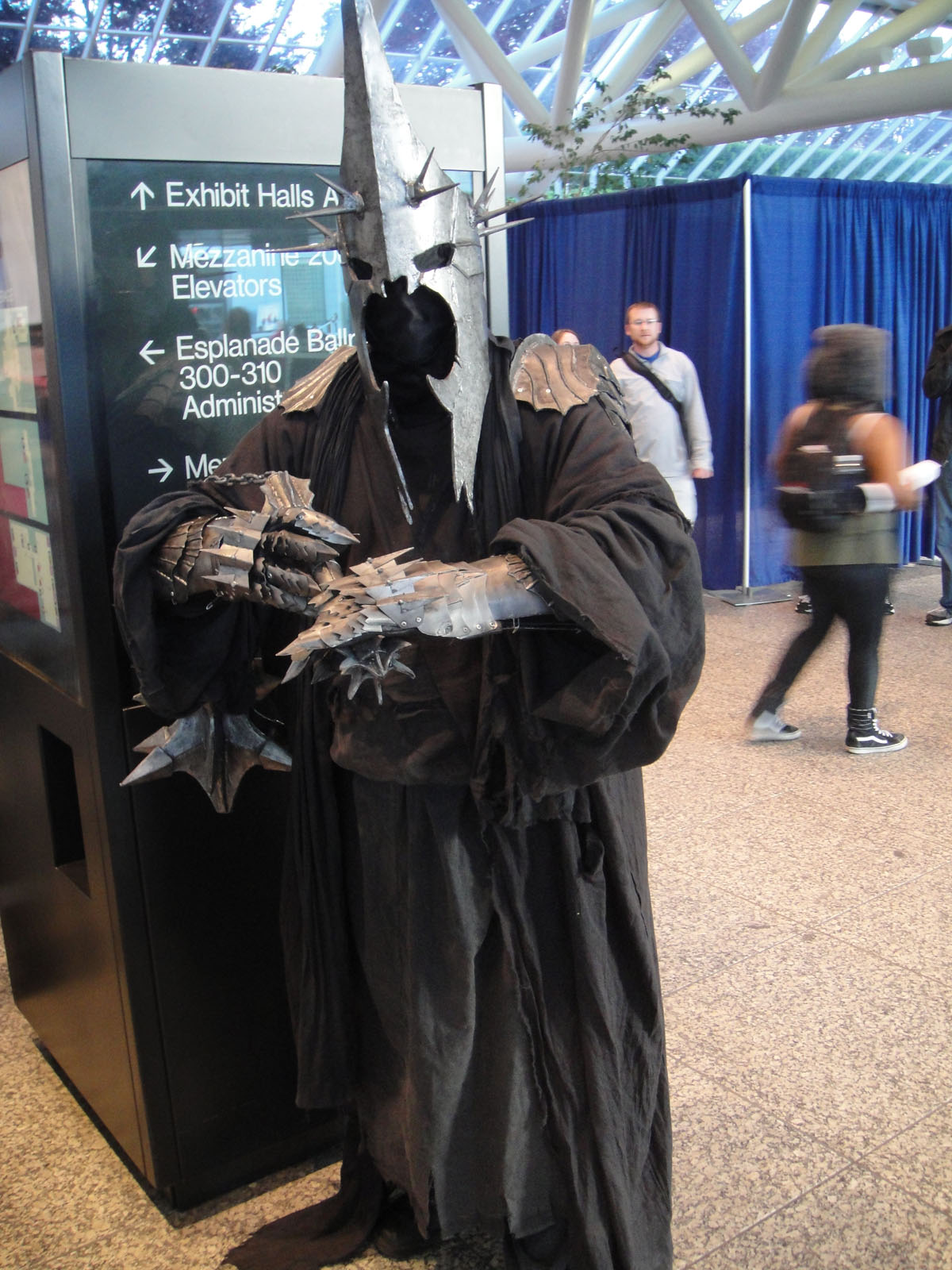
Statua del Re stregone di Angmar

Come per il Fosso di Helm nel secondo film, la città di Minas Tirith nel terzo film è una fedele ricostruzione alta circa 90 centimetri. Anche qui per le vicende che si svolgono dentro di essa, le scene sono state girate su dei set esterni e in seguito i personaggi e i combattimenti (questi ultimi girati in set attrezzati con la tecnologia green screen) sono stati inseriti nell'omonima ricostruzione con la tecnica digitale.

### Post-produzione
La post-produzione del film è durata quasi due anni ed è terminata solo nel mese di novembre 2003, un mese prima del debutto nelle sale com'era successo per il secondo film. Le fasi finali di lavorazione de Il ritorno del re sono state molto caotiche, tanto che Jackson è riuscito a vedere una proiezione integrale del film solo alla première di Wellington, nel dicembre 2003: la stampa della pellicola finale era stata completata appena cinque giorni prima.

### Scene eliminate
Molte scene girate sono state eliminate dal montaggio cinematografico e sono state aggiunte nell'edizione estesa del film.

## Colonna sonora
La colonna sonora originale per Il ritorno del re è stata composta da Howard Shore, e pubblicata il 25 novembre 2003. Il suo brano di chiusura, Into the West, è stato eseguito da Annie Lennox e ha vinto nel 2004 l'Oscar alla miglior canzone originale.
I brani Twilight and Shadow, The End of All Things e The Return of the King sono stati cantati da Renée Fleming e i brani The Black Gate Opens, The Return of the King e The Grey Havens hanno visto la partecipazione di Sir James Galway.
L'album ha raggiunto la prima posizione in Irlanda, la quinta nella Ö3 Austria Top 40 e nella Suomen virallinen lista, l'ottava nelle Magyar Hangfelvétel-kiadók Szövetsége e Schweizer Hitparade, la nona nella The Official NZ Music Charts e la decima nelle Offizielle Deutsche Charts rimanendo in classifica 19 settimane e Ultratop rimanendo in classifica 27 settimane vincendo 2 dischi d'oro.

## Promozione
Il primo trailer promozionale per Il ritorno del re è uscito in esclusiva il 26 settembre 2003.

## Distribuzione

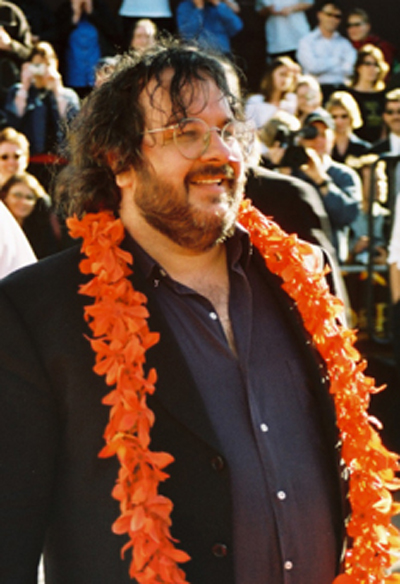
Peter Jackson all'anteprima mondiale del film a Wellington

### Data di uscita
Il film è uscito nei cinema statunitensi il 17 dicembre 2003 e in Italia il 22 gennaio 2004.
In occasione dell'uscita della pellicola, in molte sale italiane è stata fatta la cosiddetta "maratona" dei tre film, con proiezioni dalle 14.00 per arrivare a mezzanotte circa, ora d'inizio dell'ultimo capitolo della trilogia.

### Edizione italiana
La direzione del doppiaggio e i dialoghi italiani sono stati curati da Francesco Vairano.

### Edizioni home video
Il film è stato pubblicato dalla New Line Cinema in DVD e in produzione limitata in VHS nel maggio 2004. In DVD è stato pubblicato in edizione Widescreen, con nove minuti in meno rispetto alla versione cinematografica, poiché sono stati effettuati alcuni tagli di regia esclusivamente nei titoli di coda. La seconda edizione è la versione estesa del film, uscita sia in DVD sia in VHS, che consta di cinquanta minuti in più rispetto a quella cinematografica ed è uscita nel dicembre 2004. Il film in versione estesa contiene nuove scene inedite ed è diviso in due tempi su due dischi per un totale di quattro (gli altri due contengono extra), mentre nell'edizione VHS è in un cofanetto di due videocassette. La versione cinematografica Blu-ray del film è uscita negli Stati Uniti il 14 settembre 2010, mentre la versione estesa è uscita il 28 giugno 2011. Sebbene non contenga scene inedite, l'edizione estesa in alta definizione dura tredici minuti in più rispetto all'edizione estesa in DVD. Essa include nei titoli di coda anche i nomi di tutti membri dei più noti fans club internazionali dedicati della Terra di Mezzo, che hanno partecipato all'iniziativa di diventare "produttori associati accreditati" per la pubblicazione in Blu-ray della trilogia in edizione estesa. Questa iniziativa è stata lanciata dalla Warner Bros. nel 2010. Il 1º dicembre 2020 è uscito il cofanetto in Blu-ray 4K con una color correction rivista da Peter Jackson, e con tutti e tre i film in altrettante steelbook, in cui sono incluse sia la versione cinematografica (un disco) che estesa (divisa in due dischi).

## Accoglienza

### Incassi
Il film è stato record d'incassi e ha superato i due predecessori nell'incasso globale: infatti, a fronte di un budget di produzione di soli 94 milioni di dollari, ha ottenuto un incasso mondiale di 1138585547 $, di cui 381878219 $ in Nord America e 756308664 $ nel resto del mondo.
Il film è il maggior incasso mondiale del 2003 e il maggior incasso nel Nord America del 2003, ed è stato il secondo film con maggiori incassi nella storia del cinema dietro a Titanic; inoltre è il maggior incasso della New Line Cinema e il secondo più grande successo finanziario per Time Warner dopo Harry Potter e i Doni della Morte - Parte 2.

#### Nord America
Nel primo giorno di programmazione il film ha incassato $34,5 milioni in 3,703 schermi. Nel week-end d'esordio ha ottenuto il primo posto al botteghino incassando $72,6 milioni, mentre nella prima settimana ha incassato di $150,1 milioni. Ha mantenuto il primo posto anche nel secondo week-end con $50,6 milioni, nel terzo week-end con $28,2 milioni e nel quarto week-end con $14,2 milioni, per poi scendere al terzo posto nel quinto fine settimana con $10,2 milioni.

#### Internazionale
Nel resto del mondo ha incassato 756308664 $ e i mercati maggiori sono stati Regno Unito ($106,7 milioni), Giappone ($95,4 milioni), Germania ($87,2 milioni), Francia ($48,4 milioni), Spagna ($40,3 milioni), Australia ($36,6 milioni), Corea del Sud ($28,8 milioni), Svezia ($24,1 milioni), Paesi Bassi ($20 milioni) e Danimarca ($16,2 milioni). In Italia ha incassato 23331510 €, che ne fa il 37º film col maggiore incasso di sempre.

### Critica
Il film è stato accolto molto positivamente dalla critica cinematografica. Sull'aggregatore di recensioni Rotten Tomatoes ha un indice di gradimento del 94% basato su 280 recensioni, con un voto medio di 8,7 su 10; il consenso critico del sito afferma: "Visivamente mozzafiato ed emotivamente potente, Il Signore degli Anelli - Il ritorno del re è una conclusione commovente e soddisfacente per una grande trilogia". Su Metacritic ottiene un punteggio di 94 su 100 basato su 41 recensioni.

## Riconoscimenti
(Steven Spielberg alla cerimonia degli Oscar del 29 febbraio 2004 annunciando l'undicesimo e ultimo Oscar)
L'ultimo capitolo della trilogia vinse undici premi Oscar su undici candidature, eguagliando il record di Titanic e Ben-Hur, ma non ha ricevuto candidature per le categorie relative agli attori.
- 2004 - Premio Oscar[4]
  - Miglior film a Barrie M. Osborne, Peter Jackson e Fran Walsh
  - Miglior regista a Peter Jackson
  - Miglior sceneggiatura non originale a Peter Jackson, Fran Walsh e Philippa Boyens
  - Miglior scenografia a Grant Major, Dan Hennah e Alan Lee
  - Migliori costumi a Ngila Dickson e Richard Taylor
  - Migliori trucco e acconciatura a Richard Taylor e Peter King
  - Miglior montaggio a Jamie Selkirk
  - Miglior sonoro a Christopher Boyes, Michael Semanick, Michael Hedges e Hammond Peek
  - Migliori effetti speciali a Jim Rygiel, Joe Letteri, Randall William Cook e Alex Funke
  - Miglior colonna sonora originale ad Howard Shore
  - Miglior canzone originale (Into the West) ad Howard Shore, Fran Walsh e Annie Lennox
- 2004 - Golden Globe[43]
  - Miglior film drammatico
  - Miglior regista a Peter Jackson
  - Migliore colonna sonora ad Howard Shore
  - Migliore canzone (Into the West) ad Howard Shore, Fran Walsh e Annie Lennox
- 2004 - British Academy Film Award[44]
  - Miglior film a Barrie M. Osborne, Peter Jackson e Fran Walsh
  - Migliore sceneggiatura non originale a Peter Jackson, Fran Walsh e Philippa Boyens
  - Migliore fotografia a Andrew Lesnie
  - Migliori effetti speciali a Jim Rygiel, Joe Letteri, Randall William Cook e Alex Funke
  - Premio del pubblico
  - Candidatura al miglior regista a Peter Jackson
  - Candidatura al miglior attore non protagonista a Ian McKellen
  - Candidatura alla migliore scenografia a Grant Major
  - Candidatura al miglior trucco e acconciatura a Richard Taylor, Peter King e Peter Owen
  - Candidatura ai migliori costumi a Ngila Dickson e Richard Taylor
  - Candidatura al miglior montaggio a Jamie Selkirk
  - Candidatura al miglior sonoro a Christopher Boyes, Michael Semanick, Michael Hedges, Hammond Peek, David Farmer, Mike Hopkins ed Ethan Van Der Ryn
  - Candidatura alla migliore colonna sonora ad Howard Shore
- 2003 - African-American Film Critics Association
  - Candidatura al miglior film
- 2003 - Awards Circuit Community Awards
  - Miglior film a Barrie M. Osborne, Peter Jackson e Fran Walsh
  - Miglior regista a Peter Jackson
  - Miglior cast
  - Migliore fotografia a Andrew Lesnie
  - Migliore colonna sonora originale ad Howard Shore
  - Miglior montaggio a Jamie Selkirk
  - Migliori effetti visivi
  - Candidatura al miglior attore non protagonista a Viggo Mortensen
  - Candidatura al miglior attore non protagonista a Sean Astin
- 2003 - Boston Society of Film Critics Awards
  - Candidatura al miglior regista a Peter Jackson
- 2003 - British Society of Cinematographers
  - Candidatura alla migliore fotografia a Andrew Lesnie
- 2003 - Chicago Film Critics Association
  - Miglior film
  - Miglior regista a Peter Jackson
  - Miglior colonna sonora originale ad Howard Shore
  - Candidatura al miglior attore non protagonista ad Andy Serkis
  - Candidatura al miglior attore non protagonista a Sean Astin
  - Candidatura alla migliore sceneggiatura non originale a Peter Jackson, Fran Walsh e Philippa Boyens
  - Candidatura alla miglior fotografia a Andrew Lesnie
- 2003 - Jupiter Award
  - Miglior film internazionale a Peter Jackson
  - Miglior regista internazionale a Peter Jackson
- 2003 - Las Vegas Film Critics Society
  - Miglior film
  - Miglior regista a Peter Jackson
  - Miglior attore non protagonista ad Andy Serkis
  - Migliore fotografia a Andrew Lesnie
  - Migliore scenografia a Grant Major, Dan Hennah e Alan Lee
  - Migliori costumi a Ngila Dickson e Richard Taylor
  - Migliori effetti speciali a Jim Rygiel, Joe Letteri, Randall William Cook e Alex Funke
  - Migliore colonna sonora ad Howard Shore
  - Candidatura alla migliore sceneggiatura a Fran Walsh, Philippa Boyens e Peter Jackson
- 2003 - National Board of Review Awards
  - Miglior cast
- 2003 - New York Film Critics Circle Awards
  - Miglior film
  - Candidatura al miglior regista a Peter Jackson
- 2003 - Phoenix Film Critics Society Awards
  - Miglior film
  - Miglior regista a Peter Jackson
  - Migliore sceneggiatura non originale a Peter Jackson, Fran Walsh e Philippa Boyens
  - Migliore fotografia a Andrew Lesnie
  - Migliore scenografia a Grant Major
  - Miglior montaggio a Jamie Selkirk
  - Miglior trucco a Richard Taylor e Peter King
  - Migliore colonna sonora ad Howard Shore
  - Migliori effetti speciali a Jim Rygiel, Joe Letteri, Randall William Cook e Alex Funke
  - Candidatura al miglior attore non protagonista a Sean Astin
  - Candidatura al miglior cast
  - Candidatura ai migliori costumi a Ngila Dickson
  - Candidatura alla migliore canzone (Into The West) ad Howard Shore, Fran Walsh e Annie Lennox
- 2003 - Rondo Hatton Classic Horror Awards
  - Miglior film di genere a Peter Jackson
- 2003 - San Diego Film Critics Society Awards
  - Miglior regista a Peter Jackson
  - Migliore scenografia a Grant Major
- 2003 - San Francisco Film Critics Circle
  - Miglior regista a Peter Jackson
- 2003 - Satellite Award
  - Migliore scenografia a Grant Major, Dan Hennah e Alan Lee
  - Candidatura al miglior film drammatico
  - Candidatura alla migliore fotografia a Andrew Lesnie
  - Candidatura ai migliori costumi a Ngila Dickson e Richard Taylor
  - Candidatura al miglior montaggio a Jamie Selkirk
  - Candidatura al miglior suono a David Farmer, Mike Hopkins e Ethan Van Der Ryn
  - Candidatura ai migliori effetti speciali a Jim Rygiel, Joe Letteri, Randall William Cook e Alex Funke
  - Candidatura alla miglior colonna sonora ad Howard Shore
- 2003 - Screen Actors Guild Award
  - Miglior cast
- 2003 - Seattle Film Critics Awards
  - Miglior attore non protagonista a Sean Astin
  - Migliore fotografia a Andrew Lesnie
  - Candidatura al miglior film
  - Candidatura al miglior regista a Peter Jackson
  - Candidatura alla migliore sceneggiatura non originale a Philippa Boyens, Peter Jackson e Fran Walsh
- 2003 - Southeastern Film Critics Association Awards
  - Miglior film
  - Miglior regista a Peter Jackson
  - Candidatura alla migliore sceneggiatura non originale a Philippa Boyens, Peter Jackson e Fran Walsh
- 2003 - Toronto Film Critics Association Awards
  - Miglior regista a Peter Jackson
- 2003 - Utah Film Critics Association Awards
  - Miglior film
  - Miglior regista a Peter Jackson
  - Miglior attore non protagonista a Sean Astin
  - Candidatura alla migliore sceneggiatura a Fran Walsh, Philippa Boyens e Peter Jackson
- 2003 - Visual Effects Society[45]
  - Migliore realizzazione di personaggi animati a Steven Hornby, Andy Serkis, Matthias Menz e Greg Butler
  - Migliore realizzazione di miniature e modellini a Richard Taylor, Paul Van Ommen ed Eric Saindon
  - Miglior attore in un film di effetti speciali a Sean Astin
  - Migliore realizzazione di effetti speciali a Jim Rygiel, Dean Wright, Joe Letteri e Randall William Cook
  - Candidatura al miglior singolo effetto speciale a Jim Rygiel, Dean Wright, Joe Letteri e Randall William Cook
  - Candidatura al miglior compositing a Moritz Glaesle, Mark Tait Lewis e Kara Vandeleur
  - Candidatura alla migliore fotografia negli effetti speciali ad Alex Funke, Rob Kerr e Henk Prins
- 2003 - Washington DC Area Film Critics Association Awards
  - Miglior film
  - Miglior regista a Peter Jackson
  - Candidatura al miglior cast
  - Candidatura alla migliore sceneggiatura non originale a Peter Jackson, Fran Walsh e Philippa Boyens
- 2004 - AACTA Award
  - Miglior film straniero a Peter Jackson, Barrie M. Osborne e Fran Walsh
- 2004 - AFI Award
  - Film dell'anno
- 2004 - American Society of Cinematographers
  - Candidatura alla migliore fotografia a Andrew Lesnie
- 2004 - Art Directors Guild
  - Migliore scenografia a Grant Major, Dan Hennah, Joe Bleakley, Philip Ivey, Simon Bright, Jules Cook, Jacqui Allen e Ross McGarva
- 2004 - ASCAP Award
  - Top Box Office Films ad Howard Shore
- 2004 - Awards of the Japanese Academy
  - Candidatura al miglior film straniero
- 2004 - Bogey Awards
  - Bogey Award in titanio
- 2004 - Central Ohio Film Critics Association Awards
  - Miglior regista a Peter Jackson
  - Candidatura al miglior film
  - Candidatura al miglior attore non protagonista ad Sean Astin
  - Candidatura alla migliore sceneggiatura non originale a Peter Jackson, Fran Walsh e Philippa Boyens
  - Candidatura alla migliore colonna sonora ad Howard Shore
- 2004 - Cinema Audio Society
  - Candidatura al miglior sonoro a Christopher Boyes, Michael Semanick, Michael Hedges e Hammond Peek
- 2004 - Costume Designers Guild Awards
  - Migliori costumi a Ngila Dickson
- 2004 - Critics' Choice Movie Award
  - Miglior film
  - Miglior regista a Peter Jackson
  - Miglior cast
  - Migliore colonna sonora ad Howard Shore
- 2004 - Dallas-Fort Worth Film Critics Association Awards
  - Miglior film
  - Miglior regista a Peter Jackson
  - Migliore fotografia a Andrew Lesnie
- 2004 - DGA Award
  - Miglior regista a Peter Jackson, Nikolas Korda, Zane Weiner, Carolynne Cunningham, Guy Campbell e Marc Ashton
- 2004 - Directors Guild of Great Britain
  - Miglior regista a Peter Jackson
- 2004 - Eddie Award
  - Miglior montaggio in un film drammatico a Jamie Selkirk
- 2004 - Empire Awards
  - Miglior film
  - Miglior attore britannico ad Andy Serkis
  - Miglior scena dell'anno (La cavalcata dei Rohirrim)
  - Candidatura al miglior regista a Peter Jackson
  - Candidatura al miglior attore protagonista a Viggo Mortensen
  - Candidatura al miglior attore protagonista a Sean Astin
  - Candidatura al miglior attore britannico a Orlando Bloom
  - Candidatura al miglior attore britannico a Ian McKellen
- 2004 - Film Critics Circle of Australia Awards
  - Candidatura al miglior film straniero in lingua inglese
- 2004 - Florida Film Critics Circle Awards
  - Miglior film
  - Miglior regista a Peter Jackson
  - Migliore fotografia a Andrew Lesnie
- 2004 - Golden Reel Award
  - Candidatura al miglior montaggio sonoro nei film stranieri
  - Candidatura al miglior montaggio sonoro (Colonna sonora)
- 2004 - Golden Trailer Awards
  - Miglior film drammatico
- 2004 - Hollywood Makeup Artist and Hair Stylist Guild Awards
  - Miglior trucco a Peter King e Peter Owen
  - Miglior special make-up a Richard Taylor, Gino Acevedo e Jason Docherty
  - Candidatura alle migliori acconciature a Peter King e Peter Owen
- 2004 - International Cinephile Society Awards
  - Miglior film
  - Miglior regista a Peter Jackson
  - Migliore sceneggiatura non originale a Peter Jackson, Philippa Boyens e Fran Walsh
  - Migliore colonna sonora originale ad Howard Shore
  - Candidatura al miglior cast
- 2004 - Iowa Film Critics Awards
  - Miglior regista a Peter Jackson
- 2004 - Irish Film and Television Award
  - Miglior film internazionale
- 2004 - Kansas City Film Critics Circle Awards
  - Miglior film
  - Miglior regista a Peter Jackson
- 2004 - London Critics Circle Film Awards
  - Candidatura al film dell'anno
  - Candidatura al regista dell'anno a Peter Jackson
- 2004 - Los Angeles Film Critics Association Award
  - Miglior regista a Peter Jackson
  - Migliore scenografia a Grant Major
- 2004 - MTV Movie Award
  - Miglior film
  - Miglior sequenza d'azione (La battaglia di Gondor)
- 2004 - National Society of Film Critics Awards
  - Candidatura al miglior regista a Peter Jackson
- 2004 - NRJ Ciné Awards
  - Top of the box office
  - Miglior cattivo ad Andy Serkis
- 2004 - Online Film Critics Society Awards
  - Miglior film
  - Miglior regista a Peter Jackson
  - Migliore sceneggiatura non originale a Peter Jackson, Fran Walsh e Philippa Boyens
  - Migliore fotografia a Andrew Lesnie
  - Migliore scenografia a Grant Major
  - Miglior sonoro a Christopher Boyes, Michael Semanick, Michael Hedges e Hammond Peek
  - Migliore colonna sonora ad Howard Shore
  - Migliori effetti speciali a Jim Rygiel, Joe Letteri, Randall William Cook e Alex Funke
  - Candidatura al miglior attore non protagonista a Sean Astin
  - Candidatura al miglior attore non protagonista ad Andy Serkis
- 2004 - Online Film & Television Association
  - Miglior film a Peter Jackson, Barrie M. Osborne e Fran Walsh
  - Miglior regista a Peter Jackson
  - Miglior cast
  - Migliore sceneggiatura non originale a Fran Walsh, Philippa Boyens e Peter Jackson
  - Migliore colonna sonora originale ad Howard Shore
  - Migliore canzone originale (Into the West) ad Howard Shore, Fran Walsh e Annie Lennox
  - Miglior montaggio a Jamie Selkirk
  - Migliore fotografia a Andrew Lesnie
  - Migliore scenografia
  - Migliori costumi a Ngila Dickson e Richard Taylor
  - Miglior trucco e acconciature
  - Miglior montaggio sonoro a Christopher Boyes, Michael Semanick, Michael Hedges e Hammond Peek
  - Miglior montaggio sonoro (Effetti sonori) a Mike Hopkins e Ethan Van der Ryn
  - Migliori effetti visivi a Jim Rygiel, Joe Letteri, Randall William Cook e Alex Funke
  - Miglior momento cinematico (I cannot carry it for you, but I can carry you!)
  - Candidatura al miglior attore non protagonista a Sean Astin
  - Candidatura al miglior casting a Victoria Burrows, John Hubbard, Amy Hubbard, Liz Mullane e Ann Robinson
  - Candidatura alla migliore sequenza dei titoli
  - Candidatura al miglior momento cinematico (La battaglia dei campi Pellenor)
  - Candidatura al miglior momento cinematico (La luce dell'occhio)
  - Candidatura al miglior website ufficiale
- 2004 - PGA Awards
  - Miglior produttore a Barrie M. Osborne, Peter Jackson e Fran Walsh
- 2004 - Premio Amanda
  - Miglior film straniero a Peter Jackson
- 2004 - Premio Bodil
  - Candidatura al miglior film a Peter Jackson
- 2004 - Premio Hugo
  - Miglior rappresentazione drammatica (forma lunga)
- 2004 - Premio Robert
  - Candidatura al miglior film statunitense a Peter Jackson
- 2004 - Saturn Award
  - Miglior film fantasy
  - Miglior regista a Peter Jackson
  - Miglior attore protagonista a Elijah Wood
  - Miglior attore non protagonista a Sean Astin
  - Miglior sceneggiatura a Fran Walsh, Philippa Boyens e Peter Jackson
  - Miglior trucco a Richard Taylor e Peter King
  - Migliori effetti speciali a Jim Rygiel, Joe Letteri, Randall William Cook e Alex Funke
  - Miglior colonna sonora ad Howard Shore
  - Candidatura al miglior attore protagonista a Viggo Mortensen
  - Candidatura al miglior attore non protagonista a Ian McKellen
  - Candidatura al miglior attore non protagonista ad Andy Serkis
  - Candidatura alla miglior attrice non protagonista a Miranda Otto
  - Candidatura ai migliori costumi a Ngila Dickson e Richard Taylor
- 2004 - SFX Awards
  - Miglior film
  - Miglior regista a Peter Jackson
- 2004 - Teen Choice Awards
  - Candidatura al miglior film d'azione/avventura/drammatico
  - Candidatura al miglior attore in un film d'azione/avventura/drammatico a Orlando Bloom
  - Candidatura al miglior attore in un film d'azione/avventura/drammatico a Elijah Wood
  - Candidatura alla migliore attrice in un film d'azione/avventura/drammatico a Liv Tyler
  - Candidatura al miglior combattimento/scena d'azione
  - Candidatura al miglior farabutto
  - Candidatura al miglior cattivo
- 2004 - USC Scripter Award
  - Candidatura alla migliore sceneggiatura a J. R. R. Tolkien, Fran Walsh, Philippa Boyens e Peter Jackson
- 2004 - Vancouver Film Critics Circle
  - Miglior regista a Peter Jackson
  - Candidatura al miglior film
- 2004 - WGA Award
  - Candidatura alla migliore sceneggiatura a Peter Jackson, Fran Walsh e Philippa Boyens
- 2004 - World Soundtrack Awards
  - Candidatura alla migliore canzone (Into The West) ad Howard Shore, Fran Walsh e Annie Lennox
- 2004 - Young Artist Award
  - Miglior film drammatico per la famiglia
  - Jackie Coogan Award a Peter Jackson
- 2005 - Grammy Award
  - Migliore colonna sonora ad Howard Shore e John Kurlander
  - Miglior canzone (Into The West) ad Annie Lennox, Howard Shore e Fran Walsh
- 2005 - Science Fiction and Fantasy Writers of America
  - Migliore sceneggiatura a Fran Walsh, Philippa Boyens e Peter Jackson
- 2007 - International Film Music Critics Award
  - Candidatura alla migliore ripresa di una colonna sonora esistente ad Howard Shore, Peter Jackson, Fran Walsh, Paul Broucek e Doug Adams
- 2009 - Austin Film Critics Association
  - Candidatura al miglior film del decennio
- 2011 - International Film Music Critics Award
  - Candidatura alla migliore ripresa di una colonna sonora esistente ad Howard Shore, Ludwig Wicki, Jonathan Schultz e Alan Frey
- 2013 - Critics' Choice Movie Award
  - Miglior film affiliante
- 2013 - E! People's Choice Awards
  - Candidatura alla migliore saga

## Altri media

### Videogioco
Nel 2003 è uscito Il Signore degli Anelli: Il ritorno del re, videogioco basato sulle vicende del film e sviluppato da Electronic Arts.